# Korányi Dezső
Korányi Dezső, született Kronenberger Dezső, Franciaországban Désiré Koranyi, (Szeged, 1914. január 28. – 1981. január 9.) magyar nemzetiségű francia válogatott labdarúgó, csatár. Öt alkalommal szerepelt a francia válogatottban és öt gólt szerzett. A magyar sportsajtóban Korányi III néven ismert.
A franciák csak Désiré-nek (vagy Dejeu) hívták. Tekintélyt parancsoló lövései, gyors helyzetfelismerése és alacsony termetéhez képest (168 cm) kiváló fejjátékkal rendelkezett. Beceneve ezért "Aranyfejecseke" is lett.
Két testvére szintén labdarúgó, Korányi Lajos magyar válogatott hátvéd, illetve Korányi Mátyás, aki ugyancsak magyar válogatott.
Sète-ben egy utcát róla neveztek el róla

## Pályafutása

### Klubcsapatban
Testvéreihez hasonlóan az Újszegedi TC-ben kezdett futballozni. Később a Kecskeméti AC-ben folytatta. A fiatal csatár 1935-ben Franciaországban találta magát az FC Sète csapatában. Játékosként itt töltötte munkásságának nagy részét.
1937/38-ben a Sète 3. helyet ért el Koranyi 24 gólt szerzett (harmadik lett a góllövőlistán, csak alig lemaradva Jean Nicolas és Oskar Rohr mögött).
1939-ben bajnok lett csapatával, és Roger Courtois-val holtversenyben 27 gólt szerzett.
A következő hat év folyamán (háborús idők) a FC Sète 1942 nem hivatalos bajnokságot nyert, de mivel megszállt területen játszották le a mérkőzéseket, ezért nem hivatalosak a bajnoki szezonok.
1946-47-ben 13 gólt szerzett. Sète-ben 15 éven keresztül játszott.
157 góljával a francia első osztályban még mindig (2008) a legjobb 16 csatár között van. Azokat a gólokat amiket, 1939-től 1945-ig szerzett, nem számolják, mert ez a hat év nem hivatalos a háború miatt.
1950-ben elhagyta Sète-t, de marad Franciaországban, mégpedig annak déli részén. Játékosként megjárta még AC Arles, SO Montpellier, ESA Brive és az US Lodève. 1955/56-ban még egyszer visszatért szeretett klubjához az FC Sète-hez.

### A válogatottban
Koranyi kezdetben a magyar amatőr labdarúgó-válogatottban játszott. 1939 májusa és 1942 márciusa között 5 francia válogatottságig vitte és 5 gólt szerzett (2-2 gól Belgium és Portugália ellen).

### Edzőként
Korábbi csapatainál fordult meg: AC Arles, ESA Brive illetve a FC Metz-nél.

## Sikerei, díjai
- Francia bajnok 1939 és 1942 (FC Sète)
- Francia gólkirály 1939 (27 gól) az FC Sète-tel